# The Bonding
| Оценки критиков | Оценки критиков                                                                    |
| Источник        | Оценка                                                                             |
| --------------- | ---------------------------------------------------------------------------------- |
| About.com       | 3,5 из 5 звёзд · 3,5 из 5 звёзд · 3,5 из 5 звёзд · 3,5 из 5 звёзд · 3,5 из 5 звёзд |
| Metal.de        | 8/10                                                                               |
| Powermetal.de   | 7/10                                                                               |
| Rock Hard       | 7.5/10                                                                             |

The Bonding — восьмой студийный альбом австрийской симфо-метал-группы Edenbridge. Он был выпущен 2 июля 2013 года на лейбле SPV. Незадолго до выхода альбома вокалистка Сабина Эдельсбахер и лидер группы Арне «Ланвалль» Стокхаммер потеряли близких людей. Басист Вольфганг Ротбауэр, ранее игравший в группах Disbelief и Zombie Inc., присоединился к Edenbridge для записи.

## Отзывы критиков
Альбом получил в целом положительные отзывы от музыкальных изданий. About.com интерпретировал альбом и названия его треков как способ справиться с семейными потерями Эдельсбахера и Стокхаммера и отметил профессионализм группы и музыкальное мастерство. В разделенном обзоре двух авторов немецкий журнал Rock Hard похвалил тексты песен, но также раскритиковал альбом за китчевость и отсутствие гитарных элементов. Sonic Seducer написали, что The Bonding превзошёл ранний релиз коллектива MyEarthDream (2008), который также был записан с полным симфоническим оркестром.

## Список композиций
Слова и музыка всех песен — Ланвалль.
| №                   | Название                | Длительность |
| ------------------- | ----------------------- | ------------ |
| 1.                  | «Mystic River»          | 7:13         |
| 2.                  | «Alight a New Tomorrow» | 3:53         |
| 3.                  | «Star-Crossed Dreamer»  | 4:01         |
| 4.                  | «The Invisible Force»   | 5:27         |
| 5.                  | «Into a Sea of Souls»   | 4:57         |
| 6.                  | «Far Out of Reach»      | 6:09         |
| 7.                  | «Shadows of My Memory»  | 5:37         |
| 8.                  | «Death is Not the End»  | 5:45         |
| 9.                  | «The Bonding»           | 15:26        |
| Общая длительность: | Общая длительность:     | 58:28        |

## Участники записи
Edenbridge
- Сабина Эдельсбахер — вокал
- Ланвалль — соло- и ритм-гитары, бас-гитара, клавишные, фортепиано, акустическая гитара, какапи[англ.]
- Доминик Себастиан — соло- и ритм-гитары
- Вольфганг Ротбауэр — бас-гитара, гроулинг на «Shadows of My Memory»
- Макс Пойнтнер — ударные

Приглашенные музыканты
- Эрик Мартенсон — ведущий вокал на «The Bonding»
- Робби Валентайн — бэк-вокал, хор
- Оркестр Klangvereinigung Wien — оркестровки

Технический персонал
- Ланвалль — продюсирование, оркестровая партитура
- Карл Грум — сведение
- Мика Джуссила — мастеринг
- Энтони Кларксон — дизайн обложки
- Райнхард Шмид — художественное оформление